# Кројцтал
Кројцтал (њем. Kreuztal) град је у њемачкој савезној држави Северна Рајна-Вестфалија. Једно је од 11 општинских средишта округа Зиген-Витгенштајн. Према процјени из 2010. у граду је живјело 31.300 становника. Посједује регионалну шифру (AGS) 5970024, NUTS (DEA5A) и LOCODE (DE KRL) код.

## Географски и демографски подаци
Кројцтал се налази у савезној држави Северна Рајна-Вестфалија у округу Зиген-Витгенштајн. Град се налази на надморској висини од 350 метара. Површина општине износи 71,0 km². У самом граду је, према процјени из 2010. године, живјело 31.300 становника. Просјечна густина становништва износи 441 становника/km².

## Међународна сарадња
| Мјесто   | Држава   | Врста сарадње | Од    |
| -------- | -------- | ------------- | ----- |
| Ферндорф | Аустрија | партнерство   | 1967. |
| Извор    |          |               |       |